# Alemayehu Bezabeh
Alemayehu Bezabeh (* 1. Januar 1986 in Addis Abeba) ist ein ehemaliger spanischer Langstreckenläufer äthiopischer Herkunft.

## Werdegang
Kurz nach Erlangung der spanischen Staatsbürgerschaft startete er bei den Olympischen Spielen 2008 in Peking und belegte im 5000-Meter-Lauf den elften Platz. Bei den Crosslauf-Europameisterschaften in Brüssel wurde er Siebter und gewann mit Spanien die Mannschaftswertung. Zum Abschluss der Saison wurde er Zweiter bei der San Silvestre Vallecana.
Bei den Crosslauf-Weltmeisterschaften 2009 in Amman erreichte Bezabeh den 31. Rang. Er nahm an den Weltmeisterschaften 2009 in Berlin teil, schied jedoch über 5000 Meter in der Vorrunde aus. Im selben Jahr feierte er mit dem Sieg bei den Crosslauf-Europameisterschaften in Dublin den bis dato größten Erfolg seiner Karriere. Dabei schlug er unerwartet die beiden Favoriten Mohammed Farah aus dem Vereinigten Königreich und Serhij Lebid aus der Ukraine. Spanien gewann erneut die Mannschaftswertung.
Bei den Crosslauf-Weltmeisterschaften 2010 in Bydgoszcz belegte Bezabeh den 14. Platz. Anfang Juni erzielte er bei den Bislett Games in Oslo mit einer Zeit von 12:57,25 min einen spanischen Rekord über 5000 Meter. Acht Wochen später wurde er bei den Europameisterschaften in Barcelona über dieselbe Distanz in 13:43,23 min Siebter.

### Dopingsperre 2010
Drei Tage vor den Crosslauf-Europameisterschaften in Albufeira wurde Bezabeh von der Guardia Civil beim versuchten Blutdoping auf frischer Tat ertappt. Bei der gleichzeitig durchgeführten Operación Galgo wurde sein Trainer Manuel Pascua ebenso wie dreizehn weitere Personen, unter ihnen der Sportarzt Eufemiano Fuentes, unter dem Verdacht des Handels mit Dopingsubstanzen festgenommen. Der spanische Leichtathletik-Verband RFEA strich Bezabeh daraufhin kurzfristig aus dem Aufgebot für die Crosslauf-Europameisterschaften. Ende März 2011 berichteten spanische Medien, die RFEA habe ihn aus Mangel an Beweisen freigesprochen. Der spanische Hohe Rat für Sport (Consejo Superior de Deportes, kurz CSD) focht das Urteil an und forderte eine vierjährige Sperre für den Athleten. Schließlich legte das spanische Sportdisziplinarkomitee (Comité Español de Disciplina Deportiva, kurz CEDD) als Kompromiss eine zweijährige Sperre fest.
Im August 2015 bei den Weltmeisterschaften lief er in Peking die 5000 Meter in 13:54,13 min. Bei den Crosslauf-Europameisterschaften 2015 in Hyères gewann er im Dezember die Silbermedaille und die Goldmedaille mit dem spanischen Team in der Teamwertung. 2017 kündigte Bezabeh an, dass er 2018 auch im Marathonlauf starten wolle.
Sein älterer Bruder Sisay Bezabeh (* 1977) besitzt die australische Staatsbürgerschaft, war ebenfalls als Langstreckenläufer aktiv und ist zweifacher Olympionike (2000, 2004).

## Persönliche Bestzeiten
- 1500 m: 3:39,85 min, 9. Juni 2010, Huelva
- 3000 m: 7:45,98 min, 7. Juni 2005, Huelva
  - Halle: 7:51,24 min, 9. Februar 2008,	Valencia
- 5000 m: 12:57,25 min, 4. Juni 2010, Oslo
- 10-km-Straßenlauf: 28:39 min, 19. November 2006, Madrid